# Dontjevo
Dontjevo (bulgariska: Дончево) är ett distrikt i Bulgarien.   Det ligger i kommunen Obsjtina Dobritj-Selska och regionen Dobritj, i den östra delen av landet, 400 km öster om huvudstaden Sofia.
Trakten runt Dontjevo består till största delen av jordbruksmark. Runt Dontjevo är det ganska tätbefolkat, med 78 invånare per kvadratkilometer.